# Coyote vs. Acme
Coyote vs. Acme è un film del 2026 diretto da Dave Green.
Basato sull'omonimo articolo della rivista del 1990 pubblicato su The New Yorker da Ian Frazier, che coinvolge il personaggio di Willy il Coyote e della Acme Corporation dei cartoni animati Looney Tunes e Merrie Melodies. Il cast include Will Forte, John Cena, Lana Condor, P. J. Byrne e la voce di Eric Bauza.

## Trama
Dopo che ogni prodotto realizzato dalla Acme Corporation gli si è ritorto contro nella sua infinita ricerca di catturare Beep Beep, Willy il Coyote assume Kevin Avery, uno squattrinato avvocato umano da cartelloni pubblicitari, per rappresentarlo nella sua causa legale contro la compagnia. Una crescente amicizia tra Willy e il giovane legale motiva la loro determinazione a vincere la causa in tribunale, che li mette contro Buddy Crane, l'intimidatorio capo dell'ex studio legale di Kevin, che ora rappresenta Acme.

## Produzione

### Sviluppo
Nell'agosto 2018, la Warner Bros. Pictures ha annunciato lo sviluppo di un film su Wile E. Coyote, intitolato Coyote vs. Acme, con il regista di LEGO Batman - Il film (2017) Chris McKay come produttore e Jon e Josh Silberman come sceneggiatori. A metà dicembre 2019, Warner Animation Group ha assunto Dave Green per dirigere il film in tecnica mista live-action/animazione, mentre Jon e Josh Silberman sono stati sostituiti come sceneggiatori, rimanendo comunque produttori. Nel dicembre 2020, McKay ha lasciato il progetto, mentre Jon e Josh Silberman hanno lasciato i loro ruoli di produttori e sono rimasti a scrivere la sceneggiature insieme a Samy Burch, Jeremy Slater e James Gunn. Insieme all'abbandono di McKay, è stato riferito che il film trae ispirazione dall'omonimo articolo del The New Yorker del 1990 di Ian Frazier. Alla fine, Burch ha ricevuto il credito per la sceneggiatura, basata su una storia scritta da lei, Slater e Gunn.
Il montatore Carsten Kurpanek ha descritto la storia del film come una "storia di David contro Golia" che affronta la persistenza di Wile E. Coyote di fronte alla "crudeltà cinica e disinvolta del capitalismo e dell'avidità aziendale" della ACME Corporation.

### Casting
Nel febbraio 2022, John Cena è stato scelto per interpretare l'antagonista principale del film, descritto come l'avvocato in difesa della Acme Corporation e l'ex capo dell'avvocato di Willy il Coyote; Cena aveva già collaborato in precedenza con Gunn ai progetti del DC Extended Universe The Suicide Squad - Missione suicida (2021) e Peacemaker (2022). Il mese successivo, Will Forte e Lana Condor si sono uniti al cast, con Forte nel ruolo del protagonista e dell'avvocato di Willy il Coyote.

### Riprese
Le riprese principali si sono svolte da marzo a maggio 2022 ad Albuquerque, nel Nuovo Messico, con Brandon Trost come direttore della fotografia. Il team creativo ha preso come riferimento d'ispirazione Chi ha incastrato Roger Rabbit (1988) per la perfetta interazione live-action del film con i personaggi animati, accanto alle scene dei cartoni animati originali dei Looney Tunes, come l'ambientazione del film ad Albuquerque, che è stata notoriamente citata da Bugs Bunny, e l'habitat di Beep Beep nel deserto che prende vita.

### Animazione
Gli effetti visivi e i servizi di animazione al computer sono stati forniti dalla Double Negative, per Willy il Coyote e altri personaggi dei Looney Tunes apparsi in ruoli secondari. Volendo rimanere il più fedeli possibile alla finitura dei cartoni animati 2D dei personaggi, gli animatori 3D hanno lavorato a stretto contatto con gli artisti di sketch visivi 2D, che li hanno guidati con pose ed espressioni 2D dei personaggi. Inoltre, i servizi di animazione tradizionali sono stati forniti da Duncan Studio per i personaggi dei Looney Tunes che appaiono in ruoli cameo.
Il doppiatore Eric Bauza ha postato la prima immagine del film sui social media, mostrando che il film ha preso ispirazione dai cartoni animati originali e da film come Chi ha incastrato Roger Rabbit (1988), per la miscela di animazione classica e live-action del film.

## Colonna sonora
Durante l'annuncio della cancellazione iniziale del film, Steven Price ha annunciato di aver composto la colonna sonora del film. Un pezzo della colonna sonora che ha condiviso è stata una versione corale degli effetti vocali dei Beep Beep intitolata "Meep Meep Choir".

## Distribuzione
L'uscita nelle sale cinematografiche statunitensi era prevista per il 21 luglio 2023 su distribuzione Warner Bros., ma il 26 aprile 2022 lo studio lo sostituì con Barbie, rimandando la sua uscita a una data da definire. Il 31 marzo 2025 è stato annunciato che il film sarebbe uscito nei cinema in tutto il mondo nel 2026, a seguito della negoziazione con Ketchup Entertainment. Il 26 luglio durante il San Diego Comic-Con, con la presentazione di una nuova immagine ufficiale del film, viene rivelata la data di uscita per il 28 agosto 2026.

### Cancellazione iniziale e proteste
Il 9 novembre 2023, i funzionari della Warner Bros. hanno annunciato che il film era stato completato, ma che non lo avrebbero distribuito, poiché Warner Bros. Discovery avrebbe preferito richiedere una perdita fiscale di circa 30 milioni di dollari. La troupe non è stata informata della decisione fino a quando il film non è stato completato. La mossa ha attirato critiche da parte di registi, punti vendita d'animazione e rappresentanti di talenti. Diversi registi hanno lasciato telefonate arrabbiate alla Warner Bros. esprimendo la loro frustrazione per la mossa. Altri hanno invece cancellato il loro incontro con lo studio. Molti hanno notato che il film aveva attirato elogi alle proiezioni di prova e interesse da parte di potenziali acquirenti. Tra gli spettatori che hanno visto il film c'erano Phil Lord e Christopher Miller, Michael Chaves e Daniel Scheinert. Il regista Dave Green, ha riferito che un fan accanito dei Looney Tunes ha espresso il suo disappunto per la cancellazione del film.
Il 13 novembre 2023, Puck ha riferito che i leader di Warner Bros. Discovery avevano ritirato la loro decisione e concesso ai registi la possibilità di fare acquistare il film ad altri distributori. Deadline Hollywood ha riferito che Amazon MGM Studios, Apple Studios e Netflix erano interessati ad acquistare i diritti di distribuzione del film. TheWrap ha riferito che, nonostante l'interesse da parte dei distributori ad acquistare il film, «al momento non ci sono offerte concrete e che Green sta creando la sua "campagna pubblicitaria"».
L'8 dicembre, Deadline Hollywood ha inoltre riferito che il film era stato proiettato per altri studi, tra cui Paramount Pictures e Sony Pictures Entertainment. Di queste, Netflix e Paramount avevano fatto offerte, con quest'ultima che includeva una componente cinematografica; Amazon era ancora interessata nonostante non avesse fatto offerte formali; e Sony e Apple non avevano intenzione di fare offerte.
Il 9 febbraio 2024, TheWrap ha riferito che Warner Bros. Discovery aveva rifiutato le offerte di Netflix, Amazon e Paramount. La società voleva 75-80 milioni di dollari per vendere il film, ma nessun distributore ha raggiunto il prezzo e la Warner Bros. Discovery ha rifiutato le controfferte. La società ha preso in considerazione l'idea di accantonare e cancellare il film (all'epoca si era rimasti nel limbo) e di rivendicarlo nuovamente come perdita fiscale. A seguito della chiamata sugli utili del Q4 2023 del 23 febbraio 2024, Warner Bros. Discovery ha subito una svalutazione di 115 milioni di dollari, pur non confermando direttamente la cancellazione del film. Nell'aprile 2024, un portavoce della Warner Bros. ha dichiarato al The New York Times che, sebbene il destino del film non sia chiaro, "rimane disponibile per l'acquisizione".

#### Reazioni
Come per la cancellazione iniziale, l'annuncio di TheWrap sulla possibile cancellazione finale del film ha attirato critiche online. Gli hashtag #ReleaseCoyoteVsAcme e #SaveCoyoteVsAcme, insieme ad altri hashtag ad esso correlati, hanno iniziato a fare tendenza il 9 febbraio 2024 (data di uscita dell'articolo) e hanno continuato a fare tendenza per le settimane successive.
Bauza ha improvvisato un dialogo tra Bugs Bunny e Daffy Duck durante il suo discorso alla 51ª edizione degli Annie Award, dicendo in particolare con la voce di Daffy: «Detesto fare della politica, ma fate uscire Coyote vs. Acme!».
Phil Lord, che ha assistito a una proiezione di prova del film, ha dichiarato: «È anticoncorrenziale se uno dei più grandi studi cinematografici del mondo evita il mercato per utilizzare una scappatoia fiscale per cancellare un intero film in modo da potersi fondere più facilmente con uno dei più grandi studi cinematografici del mondo? Perché SEMBRA anticoncorrenziale».
Nel febbraio 2024, Will Forte ha rilasciato una dichiarazione dopo aver visto il montaggio finale del film, dicendo: «Al cast e alla troupe di Coyote vs. Acme, so che molti di voi non hanno avuto la possibilità di vedere il nostro film. E purtroppo, sembra che non accadrà mai. Quando ho sentito per la prima volta che il nostro film sarebbe stato "cancellato", non l'avevo ancora visto. Quindi stavo pensando a quello che tutti gli altri avrebbero pensato: questo film deve essere spazzatura. Ma poi l'ho visto. Ed è incredibile».
Il 10 marzo 2024, durante il red carpet della 96ª edizione dei premi Oscar, Burch ha dichiarato che le conversazioni erano ancora in corso all'interno della Warner Bros. e che «speriamo che in qualche modo trovi la sua strada e non finisca bloccato in un caveau per il resto del tempo».
In un'intervista a Screen Rant, avvenuta il 31 maggio 2024, Adil El Arbi e Bilall Fallah registi del cancellato film Batgirl, hanno rivelato di essere entrambi amici del regista Dave Green ed entrambe hanno dichiarato: «Pensiamo che i film debbano essere visti dal pubblico e il pubblico debba giudicarli».
Nel gennaio 2025, in un'intervista a Screen Rant, Lana Condor ha dichiarato: «Probabilmente è stata l’esperienza più devastante della mia carriera. Ho amato ogni singolo momento di quel film. È stato un onore lavorare con artisti straordinari: abbiamo creato mondi fantastici, utilizzato effetti speciali incredibili e l’intero processo è stato incredibilmente nostalgico. Mi sono innamorata della storia e mi sono divertita tantissimo a realizzarla. Sapere che esiste un film che probabilmente nessuno vedrà mai, solo per motivi fiscali, è davvero molto triste. Io, Will Forte e John Cena eravamo praticamente gli unici attori in carne e ossa, mentre tutto il resto era realizzato in green screen. Non avevo quindi un'idea precisa di come fosse venuto il risultato finale. Quando mi hanno comunicato la notizia, mi hanno invitata a quella che chiamano una "proiezione funebre", ed è stata l’esperienza più triste che abbia mai vissuto. All'inizio ho pensato: "Forse il film non è così bello, forse mi sono sbagliata". Poi l'ho visto e, sinceramente, credo che sia il miglior lavoro che abbia mai fatto. È divertente, dolce e porta con sé un messaggio davvero positivo. È stato devastante per me e per tutti gli altri coinvolti».
Il 3 febbraio 2025, in un'intervista con MovieWeb, Forte ha criticato la decisione della Warner Bros. di accantonare il film, affermando: «Ho pensato che fosse una fottuta stronzata. È un film così delizioso, meritava molto di più di quello che ha avuto. Non posso dire con certezza perché sia stata presa la decisione di non distribuirlo, ma mi fa ribollire il sangue». Ha poi aggiunto: «Grazie per avermelo chiesto, perché mi piace parlare del film. Non voglio che la gente dimentichi quello che [la Warner Bros.] gli ha fatto. Apprezzo che ce lo abbiano permesso, ma non lasciateci realizzare qualcosa di cui ci innamoriamo per poi impedirci di mostrarlo. Capirei se fosse una schifezza, ma è davvero un ottimo film. Forse, in qualche modo, riusciremo a vederlo prima o poi. Spero davvero che accada, perché ne ero molto orgoglioso».

#### Risoluzione
Grazie al successo critico e pubblico di Un'avventura spaziale - Un film dei Looney Tunes, Warner Bros. ha aperto un negoziato con Ketchup Entertainment (distributori del film) per trattare la vendita di Coyote vs. Acme per 50 milioni.